# Tove Folkesson
Tove Folkesson, född 22 mars 1981 i Stockholm, är en svensk författare och sångerska. Hon har fått flera priser för en trilogi som inleddes med debutverket Kalmars jägarinnor. 

## Biografi
Tove Folkesson är född i Stockholm, men uppvuxen i Kalmar. Hon har bott och studerat i Malmö, Lund och Stockholm. Hon är gift och bosatt på Öland. Hon har en magisterexamen i svenska och har studerat musik, arkitektur, pedagogik och teater och tillhör andra generationen akademiker i en släkt av arbetare och bönder.
Folkesson har arbetat som svensklärare, hållit skrivkurser och ingått i redaktionen för tidskriften Ordkonst. Hon är också verksam som sångerska och låtskrivare.

### Författarskap
Lyriksamlingen Tegelkartor, 2011, utgår från Tove Folkessons dåvarande hemmiljö i Malmö och innehåller dikter, bilder och foton från området kring stadens Folkets park. 2012 publicerade hon tillsammans med Tomas Klas Ekström och Freke Räihä den illustrerade långdikten Det enda som är gratis i Malmö är utsikten ut ur Malmö.
Efter en personlig kris började idén till romantrilogin om Eva Zackrisson ta form och den första delen, Kalmars jägarinnor, publicerades 2014. Den handlar om gemenskapen mellan fem tonårsflickor och deras både osäkra men kaxiga liv vid millennieskiftet i småstaden Kalmar. Mottagandet var positivt, och författaren nominerades till Borås Tidnings debutantpris. Huvudpersonen Eva Zackrisson kan uppfattas som författarens alter ego. 
I uppföljaren, Sund, 2015, är fokus helt på jaggestalten Eva och hennes utveckling. Hon vacklar mellan olika framtidskarriärer såsom arkitekt eller musiker. Samtidigt finns mormodern på Ölandsgården som en levande förbindelse med släkt och bakgrund. I Ölandssången söker Eva sina rötter genom den nära relationen till sin mormor och den rika berättelsen om förfädernas öden och liv som hon förmedlar. För denna roman tilldelades Tove Folkesson 2017 Svenska Dagbladets litteraturpris, Aftonbladets litteraturpris och Albert Bonniers stipendium.
Med Hennes ord, 2018, blir författaren själv berättarjaget. Hon bor nu själv på Öland, är etablerad och prisbelönad författare men tillvaron överskuggas av en intensiv och fysisk barnlängtan samtidigt som mormodern präglas av ålderdomens förfall och morbrodern drabbas av sjukdom.

### Övrig produktion
Folkesson gav ut en EP i oktober 2015, Falköga, där hon på ett spår samarbetar med Den Svenska Björnstammen.

## Priser och utmärkelser
- 2015 – Studieförbundet Vuxenskolans författarpris[26]
- 2015 – Stipendium ur Gerard Bonniers donationsfond av Svenska Akademien[27]
- 2015 – Samfundet De Nios Julpris
- 2017 – Svenska Dagbladets litteraturpris för Ölandssången[28]
- 2017 – Aftonbladets litteraturpris[29]
- 2017 - Albert Bonniers Stipendiefond för svenska författare[30]
- 2018 – Signe Ekblad-Eldhs pris